# Derlis González
Derlis Alberto González Galeano (Mariano Roque Alonso, 20 de março de 1994) é um futebolista paraguaio que atua como ponta-esquerda. Atualmente joga no Olimpia.

## Carreira

### Rubio Ñu
Nascido na cidade de Mariano Roque Alonso, González entrou no time juniores do Rubio Ñu em 2009 vindo do Cerro Corá, ele fez sua estreia na equipe adulta e na primeira divisão paraguaia no dia 9 de dezembro de 2009 começando o jogo na vitória por 2 a 1 em casa em cima do 12 de Octubre com 15 anos de idade, se tornando o jogador mais jovem a jogar pela equipe adulta do Rubio Ñu.
González marcou o seu primeiro na equipe principal em 19 de setembro de 2010, marcando o primeiro gol do jogo na derrota fora de casa por 2 a 1 contra Sportivo Trinidense.

### Benfica
Em 11 de outubro de 2011 González entrou em acordo e assinou com Benfica. O paraguaio se apresentou antes do inicio da temporada 2012–13. Ao se apresentar ele foi inicialmente integrado a equipe sub-19 para disputa do Campeonato Nacional de Juniores.
Em 2014, o Benfica anunciou que González juntamente com o seu compatriota Cláudio Correa foram vendidos para a Master International FZC por 1,72 milhões de euros.

#### Empréstimo ao Guaraní
Em 12 de fevereiro de 2013, González foi emprestado ao Club Guaraní até dezembro Já no dia 24 de maio, González foi referenciado no jornal espanhol Marca como uma futura estrela, seguindo os passos de Ángel Di María, que se transferiu do Benfica para o Real Madrid.
González marcou 14 gols pelo Guaraní durante a campanha, sendo 12 no Torneio Clausura. No dia 7 de dezembro ele marcou um hat-trick na vitória em casa por 6 a 0 contra o Cerro Porteño PF.

#### Empréstimo ao Olimpia
Em 16 de janeiro de 2014, González foi emprestado ao Olimpia até junho.[carece de fontes?] Ele marcou duas vezes na sua estreia, no dia 15 de fevereiro, na vitória fora de casa por 3 a 1 em cima do General Díaz.

### Basel
Em 20 de maio de 2014 González assinou com o Basel, da Suíça, até 30 de junho de 2019, por uma quantia não revelada. Ele fez sua estreia no dia 19 de julho, na vitória fora de casa por 2 a 1 contra o Aarau.
González marcou o seu primeiro gol em seu novo clube em 31 de agosto de 2014 na vitória em casa por 3 a 1 sobre o Young Boys. Em 16 de setembro marcou o seu primeiro gol na Liga dos Campeões da UEFA, na derrota do Basel fora de casa por 5 a 1 para o Real Madrid. Ele marcou mais uma vez na Liga no dia 4 de novembro, na vitória por 4 a 0 sobre o Ludogorets.
No dia 18 de fevereiro de 2015, González abriu o placar no jogo de ida da oitavas de final da Liga dos Campeões da UEFA contra o Porto. A partida acabou 1 a 1.

### Dínamo de Kiev
Em 30 de julho de 2015, González assinou um contrato de cinco anos com o Dínamo de Kiev. Estreou no dia 22 de agosto, entrando no início do segundo tempo na vitória por 6 a 0 fora de casa contra o Hirnyk-Sport Horishni Plavni. Marcou seu primeiro gol pelo clube no dia 4 de outubro, na vitória fora de casa por 4 a 0 sobre o Vorskla Poltava.

#### Empréstimo ao Santos

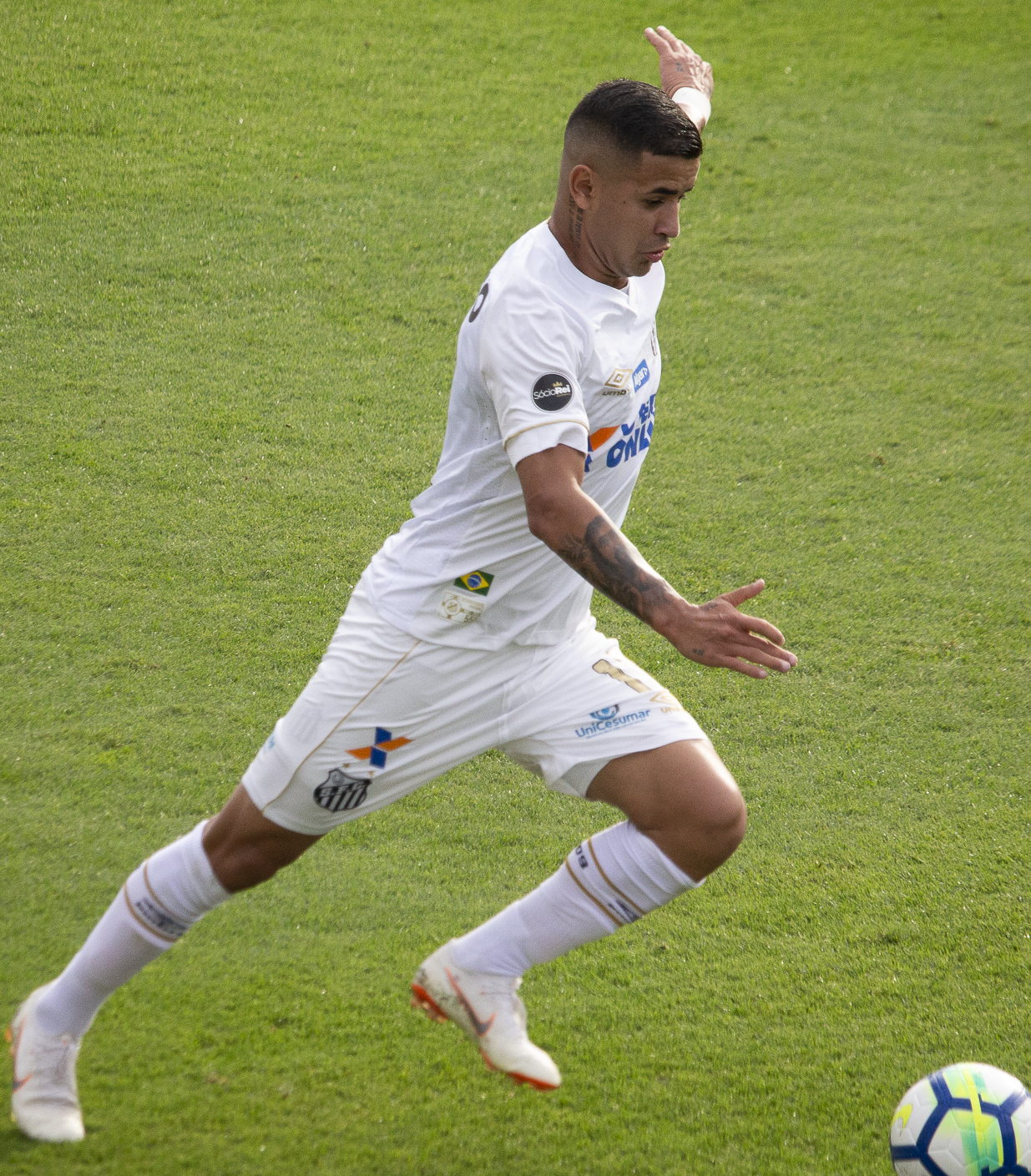
Derlis González no Santos em 2018

Foi anunciado como novo jogador do Santos no dia 31 de julho de 2018, assinando por empréstimo de dois anos e com valor de compra fixado em 10 milhões de euros. Marcou seu primeiro gol com a camisa santista no dia 25 de agosto, o primeiro na vitória por 2 a 0 sobre o Bahia. Nesse jogo também contribuiu com assistência para o gol de Gabriel Barbosa.
Em 24 de janeiro de 2019, marcou seu primeiro gol da temporada na vitória por 4–0 contra o São Bento pelo Paulista completando assistência de Jean Mota. Marcou nos dois jogos seguintes, em clássico contra o São Paulo vencido por 2–0 e na vitória de 4–1 sobre o Bragantino. Em 6 de fevereiro, marcou o segundo gol da goleada de 7–1 sobre o Altos eliminando assim o clube piauiense da Copa do Brasil. Marcou mais dois gols contra Oeste e América RN em partidas válidas pelo Paulista e Copa do Brasil, respectivamente.

### Retorno ao Olimpia
Após rescindir com o Santos no dia 6 de fevereiro de 2020, no dia seguinte foi anunciado pelo Olimpia.
No dia 5 de maio de 2021, em jogo válido pela Copa Libertadores, marcou o único gol do clube paraguaio na goleada sofrida por 6 a 1 contra o Internacional.

## Títulos
Basel
- Super Liga Suíça: 2014–15

Dínamo de Kiev
- Campeonato Ucraniano: 2015–16
- Supercopa da Ucrânia: 2016

Olímpia
- Campeonato Paraguaio (Clausura): 2020

### Prêmios individuais
- Futebolista Paraguaio do Ano: 2015